# ダモダル・バンダリー
ダモダル・バンダリー（ネパール語：दामोदर भण्डारी、Damodar Bhandari、1975年11月5日）は、ネパールの政治家。ネパール共産党統一マルクス・レーニン主義派に所属。2013年の選挙で、パタンのバイタディから当選した。